# Ричард Бротиган
Ричард Бротиган (на английски: Richard Brautigan) е американски поет, текстописец и писател, автор на произведения в жанровете черна комедия, пародия и сатира. Той е сред ярките представители на контракултурата от 1960 – 1970-те години.

## Биография и творчество
Ричард Гари Бротиган е роден на 30 януари 1935 г. Такоума, Вашингтон, САЩ, в семейството на Бърнард Бротиган и Лулу Кео, фабричен работник и сервитьорка, които се развеждат преди раждането му. Остава с майка си и има две сестри и брат от различни пастроци. Семейството му е много бедно и се мести от място на място по северното крайбрежие на Тихия океан. През 1944 г. семейството се установява в Юджийн, където той завършва през 1953 г. с отличие гимназия „Удроу Уилсън“. Прави опити да пише още от 12-годишен. В гимназията пише за училищния вестник и през 1952 г. публикува в него първото си стихотворение.
След завършване на гимназията се премества при приятеля си Питър Уебстър за една година, а после се премества в Сан Франциско. В края на 1955 г., след кавга с любимата, хвърля по полицейски участък и е изпратен, с диагноза параноидна шизофрения и клинична депресия, на двумесечна шокова терапия в психиатрична клиника в Портланд – същата, в която по-късно Милош Форман снима „Полет над кукувиче гнездо“. В болницата пише първата си новела, която не е публикувана.
След лечението си за кратко се връща при семейството си, след което се преселва в Северна Калифорния, където тогава живеели битници и прецъфтявал т. нар. „Ренесанс на Сан Франциско“. Живее в една от първите хипи-комуни – „Биг Сур“. В Сан Франциско се движи сред ъндърграунда сред битници и хипита, участва в поетични клубове и пише стихове и проза, издавани в незначителни тиражи от второразредни издателства. Среща се с Алън Гинсбърг и Лоурънс Ферлингети и е повлиян от ценностите на Бийт поколението.
Първата му стихосбирка „The Return of the Rivers“ (Завръщането към реките) е публикувана през 1957 г. На 8 юни 1957 година се жени за Вирджиния Дион Адлер, с която през 1960 г. имат дъщеря – Йоанта Бротиган. Поради неговия алкохолизъм и депресия, те се разделят през 1962 г., а бракът им е прекратен през 1970 г.
През лятото на 1961 г., докато живее на къмпинг в южната част на Айдахо със семейството, пише първите си романи „A Confederate General from Big Sur“ и „Trout Fishing in America“ (На риболов в Америка). Първият от тях е издаден през 1964 г. но няма търговски успех. Книгата му „На риболов в Америка“ е издадена през 1967 г. и веднага става международен бестселър и литературен кумир на хипитата. До края на 60-те публикува още 4 поетични сборника и романа „In Watermelon Sugar“ (В динена захар).
През 1973 г. купува малко ранчо в щата Монтана, и разделя живота си между Сан Франциско и Монтана. Пише поезия и експериментира в различни литературни жанрове. Прави няколко пътешествия в Европа и Япония, където се запознава с философията на дзенбудизма.
От този период са три поетични сборника, романите му „Абортът. Исторически роман“, „Чудовището Хоклайн. Готически уестърн“, „Уилард и неговите кипящи трофеи: Перверзна мистерия“, „Едно сомбреро падна от небето: Японски роман“, „Мечтата за Вавилон: Детективски роман“ и сборникът с разкази „Отмъщението на тревата“.
Популярността му спада в края на 70-те паралелно с края на епохата на хипитата, а той страни от обществото. Влиянието на източното учение намира място в романите му „Експресът Токио-Монтана“ и „Едно сомбреро падна от небето: Японски роман“.
След излизане на романа му „Експресът Токио-Монтана“ участва в рекламно турне из страната и след това води курс по писателско майсторство в университета на щата Монтана.
През 1976 г. се среща с Акико Йошимура в Токио. Двамата се женят на 1 декември 1977 г. в Монтана, но през декември 1979 г. се разделят.
Ричард Бротиган се самоубива на 16 септември 1984 г. в Болинас, Калифорния, където има стара къща, купена преди време. Предполага се, че за самоубийството му изиграват роля алкохолизмът, отрицателните отзиви за романа му „За да не отнесе вятърът всичко това далеч“ и разривът в отношенията с дъщеря му. Последният му роман, „Нещастната жена: пътешествието“, е завършен през 1983 г., но е публикуван през 1995 г. във Франция.

## Произведения

### Самостоятелни романи
- A Confederate General from Big Sur (1964)
- Trout Fishing in America (1967)
- In Watermelon Sugar (1968)
- The Abortion: An Historical Romance 1966 (1970)
- The Hawkline Monster: A Gothic Western (1974)
Чудовището Хоклайн: Готически уестърн, изд.: Народна култура, София (1982), изд.: ИК „Парадокс“, София (1998), прев. Рада Шарланджиева
- Willard and His Bowling Trophies: A Perverse Mystery (1975)
- Sombrero Fallout (1976) 
Едно сомбреро пада от небето: Японски роман, изд.: Народна култура, София (1982), изд.: ИК „Парадокс“, София (1998), прев. Рада Шарланджиева
- Dreaming of Babylon: A Private Eye Novel 1942 (1977) 
Частен детектив във Вавилон, изд. Труд, София (2001) прев. Светлана Комогорова-Комата
- The Tokyo-Montana Express (1980)
- So the Wind Won't Blow It All Away (1982) – с Денис Хопър
- An Unfortunate Woman (1995)

### Поезия
- The Return of the Rivers (1957)
- The Galilee Hitch-Hiker (1958)
- Lay the Marble Tea (1959)
- The Octopus Frontier (1960)
- Please Plant This Book (1968)
- All Watched Over by Machines of Loving Grace (1967)
- The Pill Versus the Springhill Mine Disaster (1969)
- Rommel Drives on Deep into Egypt (1970)
- Loading Mercury With a Pitchfork (1976)
- June 30th, June 30th (1978)

### Разкази
- Cameron (44:40)
- The Cleveland Wrecking Yard
- Footnote Chapter to 'Red Lid'
- The Last Year the Trout Came Up Hayman Creek
- My Name
- A Note of the Camping Craze that id Currently Sweeping America
- Partners
- Perfect California Day
- Room 208, Hotel Trout Fishing in America
- A Walden Pond for Winos

### Сборници
- Richard Brautigan's Trout Fishing in America, The Pill versus the Springhill Mine Disaster, and In Watermelon Sugar (1968)
- Revenge of the Lawn (1971)
- Tokyo Montana Express (1980)

### Екранизации
- 1973 Tarpon – документален
- 2010 The Kool-aid Wino – история

### Книги за писателя
- Jubilee Hitchhiker (2012) – от Уилям Йортсберг